# Jefim Gechtman
 Jefim Gechtman  (russisch Ефим Гехтман; wiss. Transliteration
Efim Gechtman; geboren 1914; gestorben 1977) war ein sowjetischer Journalist und Publizist. Er ist ein wichtiger Zeitzeuge für den Holocaust und die Verbrechen der Wehrmacht in der Ukraine (seiner Heimat) und in Riga (Lettland). Während des Krieges arbeitete er als Frontberichterstatter. Er hatte den Rang eines Hauptmannes. Er schrieb für die Armeezeitung Roter Stern (Krasnaja Swesda). Er war Zeitzeuge des Einmarsches der Wehrmacht in Riga am 1. Juli 1941. Für das Schwarzbuch steuerte er bei: In der Heimat  (Brailow, Ukraine) und Riga (Lettland).